# Laganas
Laganas (griechisch Λαγανάς (m. sg.)) war von 1997 bis 2010 eine Gemeinde (amtlich Dimos Lagana Δήμος Λαγανά) auf der griechischen Insel und Präfektur Zakynthos.
Die Gemeinde umfasste das südwestliche und südliche Gebiet der Insel Zakynthos. In das Gebiet eingeschlossen sind die Marathia-Halbinsel, die unbewohnte Insel Marathonisi in der Bucht von Laganas sowie die kleine Felseninsel Agios Sostis. Nach Osten dehnt sich das Gebiet des Gemeindebezirks bis an die nördliche Grenze der Skopos-Halbinsel aus und beinhaltet die West- und Nordküste der Bucht von Laganas. Entsprechend seiner Ausdehnung ist das Gemeindegebiet landschaftlich unterschiedlich gestaltet. Der östliche Teil um die Ortschaften Kalamaki und Laganas besteht aus der fruchtbaren Ebene von Zakynthos, welche zum Meer (Bucht von Laganas) hin durch einen weitläufigen Sandstrand mit einer Länge von ca. 7 km abgegrenzt wird. Der mittlere Teil des Gebiets wird durch die Hügellandschaft östlich des zakynthischen Bergrückens bestimmt: er wird intensiv landwirtschaftlich, vor allem für den Anbau von Olivenbäumen, genutzt. In dieser Hügellandschaft befindet sich die größte Ortschaft Pandokratoras. Der Westen wird durch den Höhenzug von Zakynthos dominiert, welcher nach Süden in der Marathia-Halbinsel ausläuft. Hier finden sich vor allem an der Westküste zum Ionischen Meer ausgedehnte Steilküsten mit Höhe von bis zu 200 m. Die höchste Erhebung des Gemeindebezirks, der Kakavitsa mit 416 m Höhe, befindet sich auf der Marathia-Halbinsel, wie auch die zweithöchste Erhebung, der Skopos mit 413 m. Im Übergang zwischen dem westlichen und mittleren Gemeindegebiet befindet sich ein See an einem Naturhafen des Dorfes Keri, der Keri-See (Limni Keriou). Dieser ist seit der Antike bekannt für seine Pech-Quellen. Auf dem Gemeindegebiet von Laganas liegt auch der südlichste Punkt der Insel Zakynthos, das Kap Marathias auf der gleichnamigen Halbinsel.
Wirtschaftlich bilden die Landwirtschaft und der Tourismus die Haupttätigkeitsfelder der Einwohner von Laganas. Insbesondere die kleine Ortschaft Laganas ist in der Reisezeit mit einem Vielfachen ihrer Einwohnerzahl durch Touristen bevölkert.

## Verwaltungsgliederung
Die Gemeinde Laganas wurde im Zuge der Gemeindereform 1997 aus sechs Landgemeinden gegründet. Verwaltungssitz war Pandokratoras. Mit der Verwaltungsreform 2010 wurden die sechs Gemeinden der Insel Zakynthos fusioniert, die ehemaligen Gemeinden haben seither den Status von Gemeindebezirken. Der Gemeindebezirk Laganas ist in 3 Stadtbezirke und 3 Ortsgemeinschaften untergliedert.
| Stadtbezirk/ Ortsgemeinschaft | griechischer Name                | Code     | Fläche (km²) | Einwohner 2001 | Einwohner 2011 | Dörfer und Siedlungen                 |
| ----------------------------- | -------------------------------- | -------- | ------------ | -------------- | -------------- | ------------------------------------- |
| Lithakia                      | Δημοτική Κοινότητα Λιθακιάς      | 33010605 | 12,126       | 1.185          | 1307           | Lithakia                              |
| Mouzaki                       | Δημοτική Κοινότητα Μουζακίου     | 33010606 | 07,835       | 1352           | 1702           | Mouzaki                               |
| Pandokratoras                 | Δημοτική Κοινότητα Παντοκράτορος | 33010601 | 07,089       | 1442           | 1654           | Pandokratoras, Laganas                |
| Agalas                        | Τοπική Κοινότητα Αγαλά           | 33010602 | 22,349       | 0334           | 0342           | Agalas, Ai Giannis, Ambelos, Stimies  |
| Kalamaki                      | Τοπική Κοινότητα Καλαμακίου      | 33010603 | 08,539       | 0901           | 1193           | Kalamaki, Margareika, Pefkakia        |
| Keri                          | Τοπική Κοινότητα Κερίου          | 33010604 | 17,283       | 0680           | 0788           | Keri, Apelati, Limni Keriou, Marathia |
| Gesamt                        | Gesamt                           | 330106   | 75,221       | 5.894          | 6986           |                                       |